# Matagorda (Teksas)
Matagorda je naseljeno mjesto za statističke potrebe u američkoj saveznoj državi Teksas. Prema popisu stanovništva iz 2010. u njemu je živjelo 503 stanovnika.